# B.Hosahalli, Anekal
B.Hosahalli là một làng thuộc tehsil Anekal, huyện Bangalore Urban, bang Karnataka, Ấn Độ.